# 道解慎太郎
道解 慎太郎(どうげ しんたろう)は、日本のアニメーター。

## 経歴・人物
プロダクションIG出身。現在フリーランス。

## 参加作品

### テレビアニメ
- 『魁!!クロマティ高校』（2003年-2004年：動画）
- 『クレヨンしんちゃん』（1992年-：動画）
- 『シュヴァリエ 〜Le Chevalier D'Eon〜』（2006年：原画、第二原画）
- 『REIDEEN』（2007年：原画）
- 『精霊の守り人』（2007年：原画）　OP
- 『神霊狩/GHOST HOUND』（2007年：原画、第二原画）
- 『ななついろ★ドロップス』（2007年：原画）
- 『バッカーノ!』（2007年：原画）
- 『NARUTO -ナルト- 疾風伝』（2007年-：原画、第二原画）
- 『RD 潜脳調査室』（2008年：原画）
- 『屍姫　赫』（2008年：原画）
- 『屍姫　玄』（2009年：原画）
- 『鉄腕バーディー DECODE：02』（2009年：原画）
- 『戦国BASARA』（2009年：原画）
- 『鋼の錬金術師 FULLMETAL ALCHEMIST』（2009年-2010年：原画）
- 『うみものがたり～あなたがいてくれたコト～』（2009年：原画）
- 『おまもりひまり』（2010年：原画）
- 『四畳半神話大系』（2010年：原画）
- 『FAIRY TAIL』（2009年-：原画）
- 『書家』（TVSP/2010年：原画）
- 『世紀末オカルト学院』（2010年：原画）
- 『とある魔術の禁書目録Ⅱ』（2010年-2011年：原画）
- 『パンティ&ストッキングwithガーターベルト』（2010年：原画）
- 『青の祓魔師』（2011年：原画）　OP2
- 『ダンタリアンの書架』（2011年：第二原画）
- 『Persona4 the ANIMATION』（2011年-2012年：作画監督）
- 『夏目友人帳 肆』（2012年：原画）
- 『NARUTO -ナルト- SD ロック・リーの青春フルパワー忍伝』（2012年：原画）　OP
- 『アクエリオンEVOL』（2012年：エフェクト監修）
- 『AKB0048』（2012年：原画）
- 『武装神姫』（2012年：原画）
- 『スペース☆ダンディ』（2014年：ゲスト宇宙人デザイン、いつもな宇宙人たちのデザイン、原画）
- 『スペース☆ダンディ シーズン2』（2014年：いつもな宇宙人たちのデザイン、原画）
- 『牙狼-GARO- -炎の刻印-』（2014年-：原画）　OP
- 『チェインクロニクル 〜ヘクセイタスの閃〜』（2017年：演出）
- 『十二大戦』（2017年：絵コンテ・演出）
- 『pet』（2020年：絵コンテ・演出）
- 『アークナイツ【黎明前奏/PRELUDE TO DAWN】』（2022年：コンテ）

### OVA
- 『東京マーブルチョコレート』（2007年：原画）
- 『怪物王女 OAD』（2010年-2011年：原画）OAD
- 『ひぐらしのなく頃に拡 〜アウトブレイク〜』（2013年：原画）

### 劇場アニメ
- 『DEAD LEAVES』（2004年：動画）
- 『劇場版 ×××HOLiC　真夏ノ夜ノ夢』（2005年：動画）
- 『ブレイブ・ストーリー』（2006年：原画）
- 『テイルズ オブ ヴェスペリア 〜The First Strike〜』（2009年：原画）
- 『Genius Party Beyond 「わんわ」』（2009年：作画協力）
- 『劇場版 機動戦士ガンダム00 -A wakening of the Trailblazer-』（2010年：原画）
- 『鋼の錬金術師　嘆きの丘（ミロス）の聖なる星』（2011年：原画）
- 若手アニメーター育成プロジェクトアニメミライ2012『しらんぷり』（2012年：作画監督補佐）
- 『ROAD TO NINJA -NARUTO THE MOVIE-』（2012年：原画）
- 『AURA ～魔竜院光牙最後の闘い～』（2013年：作画監督（共同））
- 『劇場版 THE IDOLM@STER MOVIE 輝きの向こう側へ！』（2014年：原画）

### ゲーム
- 『NAMCO x CAPCOM』（2005年：動画）　PS2　OP
- 『ASURA'S WRATH アスラズラース』（2012年：原画）『第11．5話「あの力はまずい」』

### Webアニメ
- 日本アニメ（ーター）見本市 『ヤマデロイド』（2015年：メカデザイン、原画）
- 『大垣まつりにいこうよ!』（2020年：コンテ）

### その他
- 『幻想万華鏡 春雪異変の章』（2010年：原画）同人　OP　本編
- 『幻想万華鏡 月に叢雲華に風』（2011年：原画）同人
- 『君ガ空コソカナシケレ』（2013年：作画）　MusicVideo
- 『幻想万華鏡 第４話・紅霧異変の章(後編)』（2014年：原画）　同人